# Anagram
Ett anagram är ett ord eller en fras som man har fått fram genom att kasta om bokstäverna i ett annat ord, fras eller namn. 

## Etymologi
Ordet anagram kommer via nylatin anagramma, av grekiska ἀναγραμματισμός (anagrammatismos), av ἀναγραμματίζειν (anagrammatizein, ’att omarrangera bokstäver i ett ord’), som ytterst kommer av prefixet ἄνα (ána, ’tillbaka’, ’igen’) och γράφειν (gráphein, ’att skriva’).

## Exempel
Bokstäverna i namnet Henrik Schyffert kan exempelvis bilda anagrammet Fin tysk herrchef. Vid en Google-sökning på "anagram" frågar sökmotorn: "Menade du: magarna", som är ett anagram av själva sökordet. (Detta är ett inprogrammerat skämt, ett så kallat påskägg.)
Ofta har det gjorts anagram av personnamn, för att hylla eller parodiera namnhavaren, eller för att skapa en pseudonym. Jim Morrison använde ett anagram av sitt namn i låten "L.A. Woman", där han sjöng om "Mr. Mojo Risin' ". Kanadensiska Lisa Dal Bello påstod att en viss "Bill Da Salleo" producerade hennes album She (när det i själva verket var hon själv).
I TV-programmet På spåret i december 2021 var en destination Tokyo och en ledtråd var ett anagram som syftade på Kyoto.
(Tokyo heter eg. Tokyoto, vilket ung. betyder den östra huvudstadsregionen.)

## Källhänvisningar
1. ↑  ”Anagram”. Tanto System. https://tanner.tanto-system.se/ag/. Läst 30 november 2006.
2. ↑  Ny Teknik: De 10 roligaste Google-busen Arkiverad 20 november 2012 hämtat från the Wayback Machine., läst 14/01-2013.
3. ↑  Sharp, keith (2014-05-22): "The Many Faces Of Lisa Dal Bello". Themusicexpress.ca. Läst 8 oktober 2014. (engelska)